# ラメク・ココヨ
ラメク・ココヨ（Lamech KoKoyo、2000年1月27日 - ）は、ケニアのラグビーユニオン選手。

## プロフィール
- ケニア出身[2]。
- ポジションはウィング(WTB)。
- 身長 186cm、体重 82kg

## 略歴
2024年、パリ2024五輪の7人制ケニア代表に選ばれた。